# Madame de Pompadour
(Voltaire, Mémoires)
Jeanne-Antoinette Poisson, marchesa di Pompadour, detta Reinette ("reginetta"), meglio nota come Madame de Pompadour (Parigi, 29 dicembre 1721 – Versailles, 15 aprile 1764), è stata la più celebre favorita del re Luigi XV e la donna francese più potente del XVIII secolo. Difese con tutte le sue forze i principi della monarchia assoluta, ma, da simpatizzante dell'illuminismo, tentò con la sua influenza di spingere la Francia verso il dispotismo illuminato.
Nacque nel 1721 da Luise Madeleine de La Motte, una ricca ereditiera borghese, e da François Poisson, benché la paternità della bambina non gli sia attribuita. La ragazza ricevette una buona educazione in convento e anche nei salotti parigini frequentati da artisti, letterati e filosofi.
Grazie alle sue amicizie, riuscì a partecipare al ballo organizzato per festeggiare le nozze del Delfino e in quell'occasione conobbe Luigi XV di Francia, che ne fece la sua amante. Dopo averle conferito il titolo di Marchesa di Pompadour, Jeanne-Antoinette fu riconosciuta come maîtresse-en-titre, ovverosia amante ufficiale.
Madame de Pompadour ebbe notevole influenza sulle arti, sulla moda, sul teatro e sulla musica, dettando lo stile della prima metà del Settecento; a livello filosofico fu sostenitrice delle idee dell'illuminismo, essendo mecenate degli enciclopedisti, facendo in modo che l'Encyclopédie continuasse a essere stampata.
Ebbe anche notevole importanza a livello politico, riuscendo a ottenere cariche per amici e familiari. A lei si deve la riuscita del rovesciamento delle alleanze, con il quale la Francia si unì al Sacro Romano Impero, unione che sarebbe stata suggellata nel 1770 dal matrimonio del Delfino Luigi Augusto con l'arciduchessa Maria Antonietta d'Austria. Morì nel 1764, prima di veder realizzati i frutti del suo operato.

## Biografia

### Infanzia e giovinezza

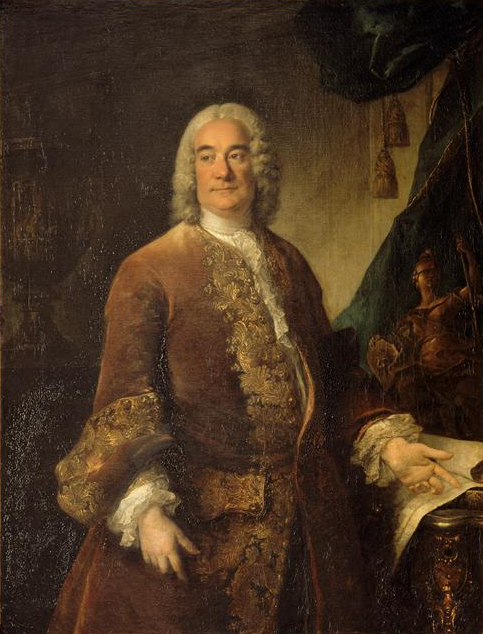
Charles François Paul Le Normant de Tournehem, probabilmente il vero padre della futura Madame de Pompadour, dipinto di Louis Tocqué, 1750

Jeanne-Antoinette Poisson nacque da Luise Madeleine de La Motte e da François Poisson (1684-1754). Questi, figlio di un tessitore del villaggio di Provenchères-sur-Marne, presso Langres, sarebbe stato il valletto dell'intendente reale di Amiens, Monsieur de Bernage, il quale gli avrebbe procurato un impiego presso i fratelli Pâris, potenti fornitori dell'esercito francese. Trasferitosi a Parigi, si sposò con la figlia di un ricco commissario della Zecca di Laon e, rimasto presto vedovo, si risposò nel 1718 con la bellissima Luise Madeleine, figlia di un altro ricco fornitore dello Stato, ottenendo altresì il titolo di «furiere del duca di Orléans».
Mentre François Poisson era spesso in viaggio per curare gli affari dei fratelli Pâris, accumulando a sua volta una notevole fortuna, la moglie divenne l'amante di svariati uomini, fra cui il ministro della guerra Claude Le Blanc e l'intendente generale delle imposte Charles François Paul Le Normant de Tournehem.
Si comprendono così i dubbi sulla paternità della piccola Jeanne-Antoinette, venuta alla luce il 30 dicembre del 1721: si ritiene comunemente che suo padre naturale fosse il de Tournehem, a motivo della cura che questi si prese di Jeanne-Antoinette. Invece, né della successiva figlia, nata nel 1723, ma morta pochi anni dopo, né del figlio Abel François, nato nel 1727, le cronache si sono data la pena di approfondire le origini paterne.
Il rimpasto di governo avvenuto nel 1726, che vide l'allontanamento del ministro delle Finanze Charles-Gaspard Dodun, legato agli appaltatori Pâris, mise provvisoriamente fine non alle fortune dei Pâris, troppo potenti, per quanto essi avessero perso le commissioni reali, ma a quelle del più vulnerabile Poisson: l'esame dei suoi bilanci rilevò che egli si era appropriato, ai danni dello Stato, della notevole somma di 232 430 lire. Sequestrati i suoi beni e condannato a morte, Poisson fece in tempo a rifugiarsi ad Amburgo, dove continuò a lavorare per i suoi protettori, mantenendosi anche in contatto con la famiglia.
Separatasi dal marito il 17 agosto 1727 e adottato per necessità uno stile di vita meno fastoso, Madame Poisson mandò la piccola Reinette a istruirsi nel convento delle Orsoline di Poissy, dove si fece notare per la sua grazia e il buon carattere.
Ritirata dal convento nel gennaio 1730, a Jeanne-Antoinette venne impartita, grazie alle cure del de Tournehem, un'istruzione moderna, indirizzata soprattutto a esaltare i suoi talenti artistici: apprese dizione e recitazione da La Noue e da Crébillon, noto tragediografo dell'epoca, canto da Pierre de Jélyotte, un talento dell'Opéra, e poi musica, danza, e disegno. Madre e figlia frequentavano alcuni salotti parigini: in quello di Madame de Tencin, sorella dell'arcivescovo di Embrun, oltre a ministri e finanzieri conobbe intellettuali come Montesquieu, Prévost, Fontenelle, Marivaux, Helvétius, Réaumur; in quello di Madame d'Angervillers, moglie del ministro della guerra, cantò con successo l'aria principale dell’Armida di Lulli e nel teatro del castello di Étiolles recitò davanti a Voltaire nella sua Zaira.

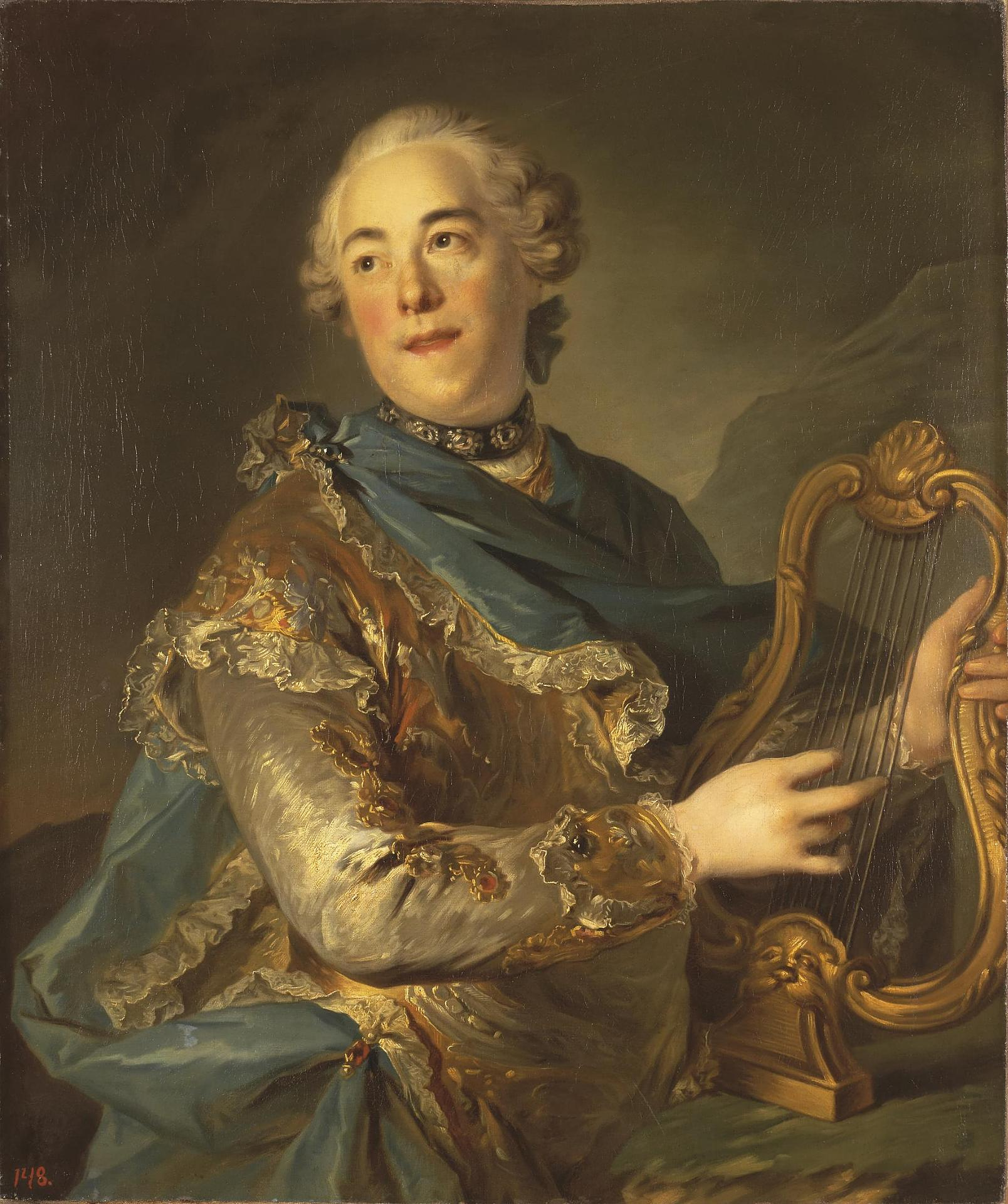
Pierre de Jélyotte, ritratto da Louis Tocqué

Intanto, nel 1736, grazie a buoni uffici e all'esborso di molto denaro, François Poisson poté rientrare a Parigi riabilitato, andando a convivere, malgrado la separazione ufficiale, con la moglie e i figli. A sistemare Jeanne con un conveniente matrimonio pensò ancora Le Normant de Tournehem: il 9 marzo del 1741 la fece sposare col ventiquattrenne nipote Charles-Guillaume Le Normant d'Étiolles - serio borghese dedito agli affari, figlio di Hervé Guillaume, tesoriere generale della Zecca - compensando il poco entusiasmo dello sposo e dei suoi genitori con una ricca dote, una casa e la garanzia del mantenimento di un adeguato tenore di vita.
La neo-Madame d'Étiolles - che il 26 dicembre aveva partorito un figlio che vivrà pochi mesi e che avrà la figlia Alexandrine il 10 agosto 1744 - vide così spalancarsi altri salotti prestigiosi, frequentati dall'aristocrazia introdotta a Corte, come quelli della contessa Élisabeth d'Estrades o della marchesa Marie-Thérèse de La Ferté-Imbault, e mise ancora i suoi talenti artistici a disposizione delle recite che si tenevano nei teatri di società, davanti a eccellenze del calibro dei duchi de Duras, de Nivernais, de Richelieu, anche se pochi di loro ricambiavano - causa le dubbie origini della giovane signora - le visite nel suo salotto nel, pur affascinante, piccolo castello d'Étiolles, circondato da vigne, da prati e da boschi. Qui però venivano volentieri gli intelletti migliori di Francia, già conosciuti da Jeanne, come Montesquieu o Voltaire, che già la chiamava «la divine Étiolles».
Quel castello aveva un'altra favorevole caratteristica: era molto vicino tanto al castello di Choisy, acquistato da Luigi XV, quanto a quello di Brunoy, dove vivevano i ricchissimi Pâris, maestri, come Le Normant de Tournehem, nell'arte di sfruttare ogni risorsa utile all'ampliamento dei loro giri di affari: non furono probabilmente del tutto casuali gli incontri che il re, amante della caccia ma non solo, ebbe con Madame d'Étiolles nelle radure della foresta di Sénart, così ricca di selvaggina. L'8 dicembre 1744 corse a Corte e si diffuse in tutti i salotti, accolta con grande interesse, una brutta notizia: la morte improvvisa di Madame de Châteauroux, l'amante ufficiale del re.
Fu forse per favorire una rapida elaborazione del lutto che il valletto di camera del Delfino, il barone Georges-René Binet de Marchais, amico dei Pâris e cugino degli Étiolles, vantò al re i molti pregi di Jeanne, che il re poté verificare personalmente in discrete e approfondite conoscenze. Così, quando il re, in occasione delle nozze del figlio Luigi Ferdinando di Borbone con Maria Teresa Raffaella di Spagna, decise d'invitare a Versailles anche Madame d'Étiolles, Charles de Tournehem pensò bene d'inviare il nipote in viaggio d'affari.

### Amante ufficiale del re

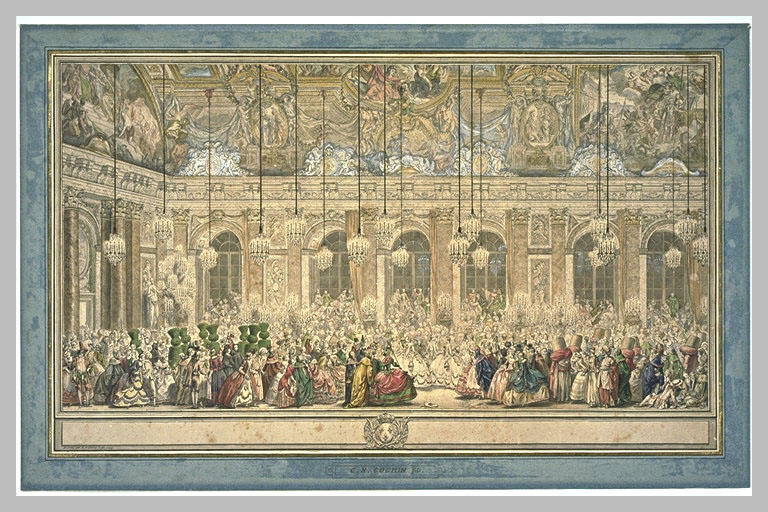
Il ballo in maschera per le nozze del Delfino, di Charles-Nicolas Cochin

Il matrimonio fu celebrato il 23 febbraio 1745 e i festeggiamenti si susseguirono le settimane successive: la sera del 25 febbraio gli invitati si divertirono con il ballo in maschera e venne notato un personaggio travestito da tasso corteggiare una giovane e bella cacciatrice; la domenica successiva il re trascorse la notte nella casa stessa di Jeanne - il marito era sempre lontano - e fece ritorno a Versailles la mattina dopo. A fine aprile Charles-Guillaume Le Normant tornò a Parigi e scoprì che la moglie si era trasferita a Versailles con tutti i suoi beni domestici; lo zio lo consolò della poco onorevole situazione rimettendogli la molto sostanziosa carica di fermier général.
Nel frattempo Jeanne chiese la separazione ufficiale dal marito. Luigi XV, recente vincitore della battaglia di Fontenoy, acquistò per 300 000 lire il castello di Arnac-Pompadour e le procurò l'11 luglio il titolo nobiliare di marchesa di Pompadour. Non solo: in vista della sua presentazione a Corte, a insegnarle la complessa etichetta e le bon ton delle relazioni cortigiane incaricò due gentiluomini, il duca di Gontaut e il giovane e mondano abate, non per vocazione, ma per calcolo, François-Joachim de Pierre de Bernis, fresco accademico di Francia e futuro cardinale.
La presentazione a Corte, avvenuta il 14 settembre, le diede il diritto, come qualunque cortigiano, di partecipare ai pranzi e ai balli reali, ma la sua condizione di amante, nota a tutti, anche alla regina che non aveva da tempo rapporti con il re, le impose di dare uno stile e un'autorità al suo incerto regno di favorita.
L'influenza di Madame de Pompadour sul re si manifestò in occasione del conferimento della carica di direttore degli Edifici reali, rimasta vacante dopo il licenziamento, il 4 dicembre 1745, del ministro delle Finanze Philipert Orry, che aveva cumulato quella carica; essa fu affidata a Le Normant Tournehem, con il diritto di trasmetterla al fratello di Jeanne, Abel Poisson, divenuto marchese de Vandières.

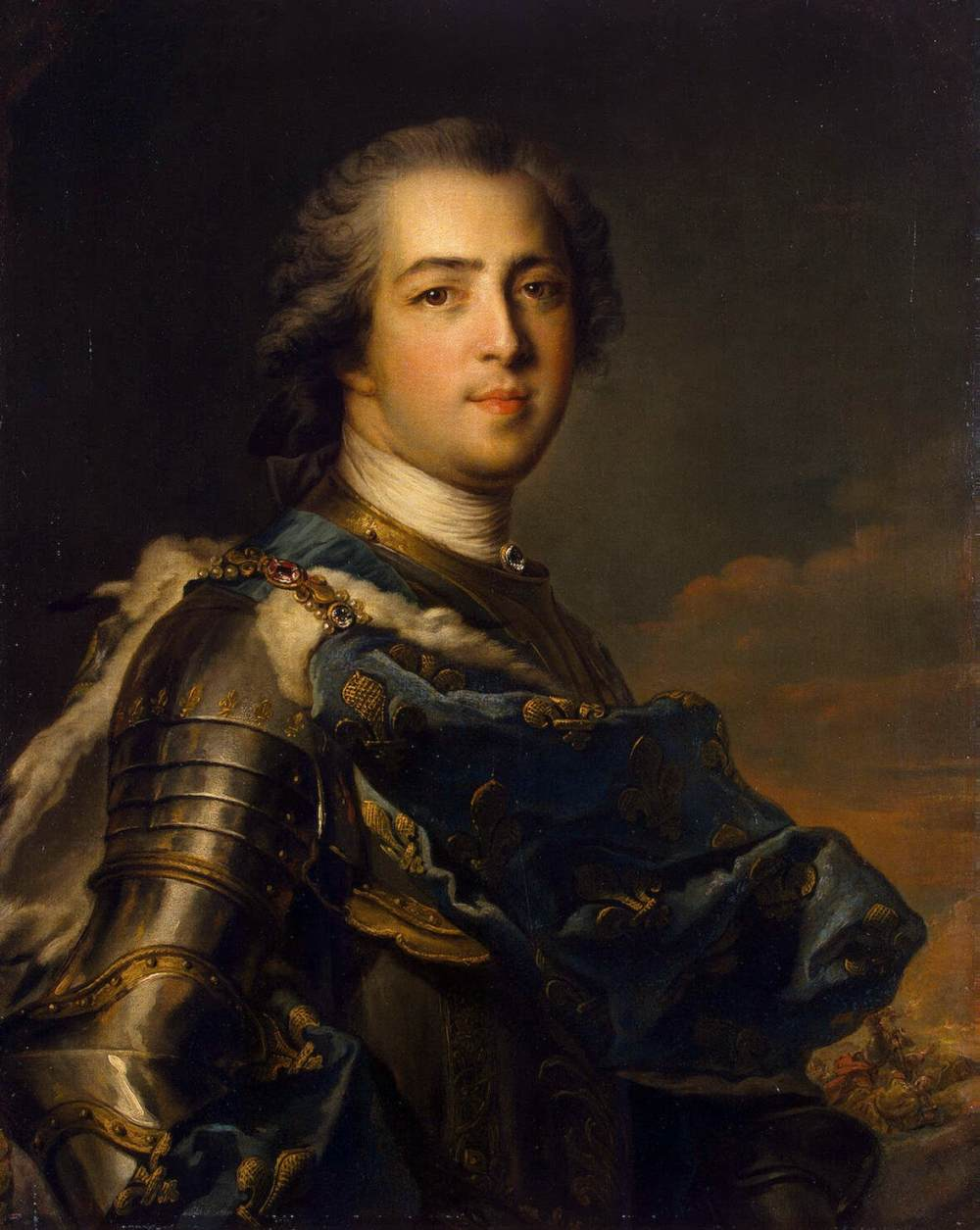
Luigi XV di Francia, ritratto da Jean-Marc Nattier

Ogni favorito crea intorno a sé almeno due partiti, quello di coloro che lo disprezzano e quello di chi lo adula cercando di sfruttarne il potere: ai primi appartenevano due fratelli, il conte e il marchese d'Argenson, ministri rispettivamente della guerra e degli esteri, e il conte de Maurepas, ministro di Casa reale, i quali non accettavano le origini borghesi della Pompadour e lo scandalo provocato da chi, essendo di bassa condizione, diminuisce tanto il prestigio dell'aristocrazia alla quale si antepone che la violata sacralità dell'assoluto potere reale.
La Pompadour, per il momento, si appoggiò al partito militare, facendo promuovere «Generalissimo» il principe de Conti e Maresciallo di Francia il conte Maurizio di Sassonia, del quale assecondò il desiderio di legarsi alla Corona, facendo sposare al Delfino, rimasto prematuramente vedovo il 22 luglio 1746, la figlia del suo fratellastro Augusto III di Polonia, Maria Giuseppina di Sassonia, la quale, se non diventerà regina, sarà però madre di ben tre re, Luigi XVI, Luigi XVIII e Carlo X.
La potenza della Pompadour era ormai nota in tutta Europa: il barone Loss, ambasciatore di Sassonia, scriveva alla futura Delfina che l'«amicizia» di cui la Pompadour godeva presso Luigi XV, «l'interesse che ha dimostrato per l'unione del delfino con una principessa di Sassonia, i suggerimenti che ha dato al re per orientare la sua scelta, tutto ciò obbligherà la Delfina ad attenzioni e cortesie nei suoi confronti».
Le nozze furono celebrate il 9 febbraio 1747 ed ebbero poi luogo i festeggiamenti, nel corso dei quali la Pompadour brillò per la consueta grazia; a sera anch'ella assistette, con tutta la Corte, al coricarsi degli augusti sposi, controllando per due volte, come di rito, che lo sposo adempisse sul letto benedetto dal cerimoniere di Corte al suo dovere coniugale, così importante per i destini della Nazione.
Naturalmente non mancarono tentativi di diminuire la figura della Pompadour nella famiglia reale: odiata dalla regina e più ancora dai figli del re, questi, coinvolgendo anche la recente cognata, cercarono di emarginare la Pompadour, non rivolgendole mai la parola, ma furono severamente redarguiti dal re.

### L'irresistibile ascendente della Pompadour

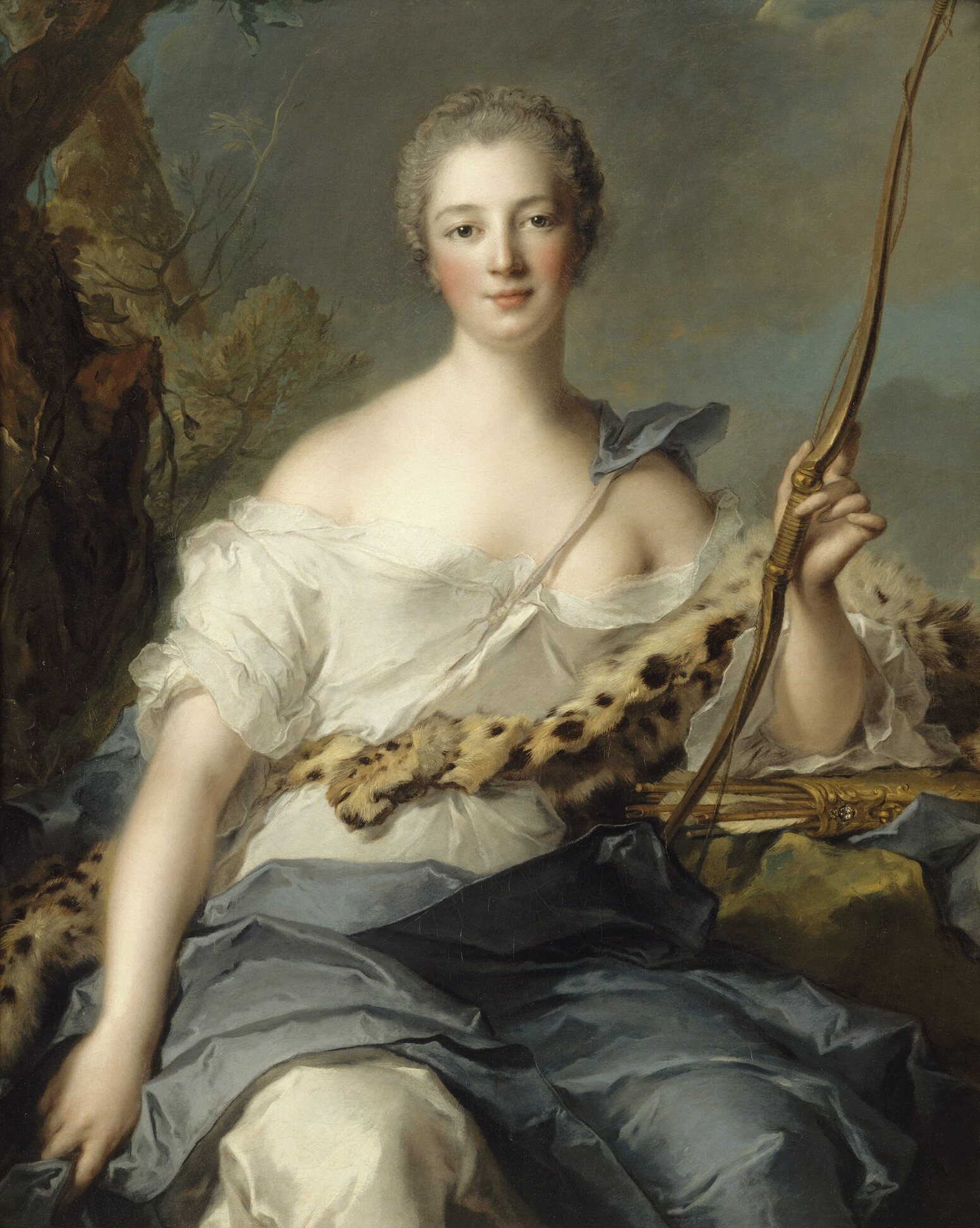
Madame de Pompadour rappresentata come Diana cacciatrice, dipinto di Jean-Marc Nattier (1746)

Amante degli spettacoli teatrali, che tuttavia a Versailles erano rappresentati "soltanto" settimanalmente, la Pompadour ottenne da Luigi il permesso di organizzare una vera e propria compagnia teatrale della quale facessero parte lei stessa e altri nobili frequentatori della Corte, tenendo rappresentazioni nelle sale del castello. La marchesa nominò Direttore Generale della compagnia il duca de La Vallière, illuminista e protettore di Voltaire, vicedirettore fu l'accademico François-Augustin de Paradis de Moncrif e segretario il bibliotecario abate de La Garde; fra gli attori, i duchi de Chartres, de Coigny, de Duras, de Nivernais, Madame de Pons, de Livry, de Sassenage.
Anche per la danza si scelse fra la nobiltà: ne fecero parte i conti de Langeron e de Melfort e il marchese de Courtenvaux, mentre gli orchestrali erano soprattutto professionisti. Così, davanti al re e a un pubblico ristrettissimo, il 16 gennaio 1747 fu rappresentato Il tartufo di Molière e la settimana dopo Le prejugé à la mode di Pierre-Claude Nivelle de La Chaussée e L'esprit de contradiction di Charles Dufresny. Si ha notizia di altri spettacoli, rappresentati e recitati dalla Pompadour, come Les trois cousines di Florent Carton Dancourt e l'opera-balletto Les amours déguisés di Bourgeois, dove cantò insieme con il duca d'Ayen.
Luigi, oltre a far regalo alla favorita di un nuovo sfarzoso castello a Crécy, sistemò la posizione del padre di Jeanne, riabilitandolo e concedendogli il titolo nobiliare di marchese di Marigny, che passerà al figlio Abel, il quale potrà così fregiarsi del relativo titolo; per il momento, Abel Poisson si "accontentò" di ricevere la capitaneria di Grenelle (oggi compresa in Parigi), il cui brevetto gli fruttò 100 000 lire, e un vitalizio di 40 000 lire. Quando poi, con la bella stagione, il re ripartì per la guerra - dalla quale ritornerà vincitore degli inglesi nella battaglia di Lauffeldt - Madame si occupò di sistemare gli appartamenti di Crécy, decorati delle preziose tele del pittore alla moda François Boucher.
La nuova stagione teatrale di Versailles s'inaugurò con Le mariage fait et rompu del Dufresny, mentre il 30 dicembre 1747 andò in scena L'enfant prodigue di Voltaire che, invitato alla rappresentazione, provocò un piccolo scandalo dedicando ai due amanti versi sgraditi alla famiglia reale:

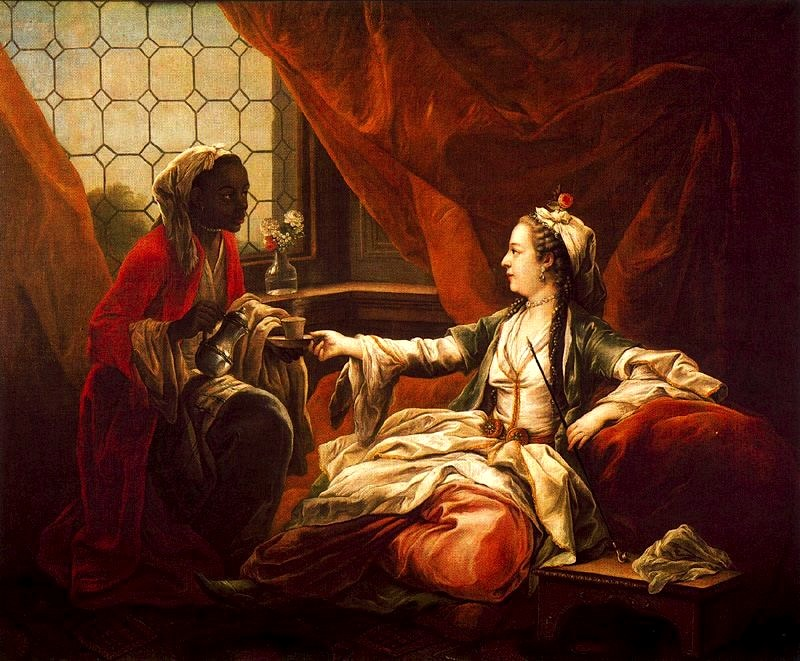
La Pompadour in veste di sultana, dipinta da Charles-André van Loo (1747)

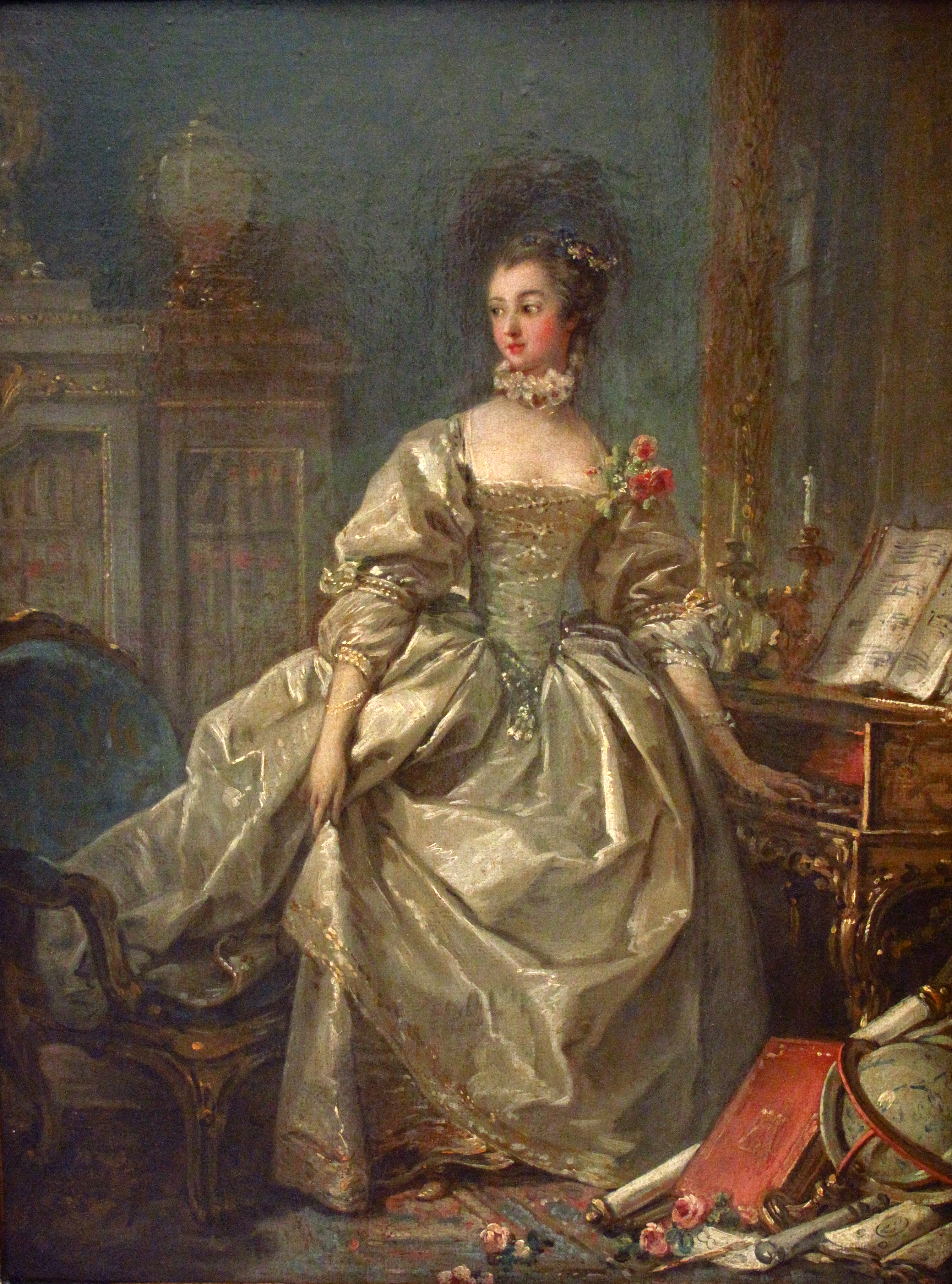
Madame de Pompadour, la main sur le clavier du clavecin di François Boucher (1750 circa)

Madame cantò poi nell’Egle di Pierre de Lagarde, recitò nell'impegnativo Méchant di Gresset, fece mettere in scena le spettacolari Fêtes grecques et romaines di Louis Fuzelier e François Colin de Blamont e, sopraggiunto il tempo di Quaresima, fu tra gli interpreti di musiche sacre di Delalande e di Mondonville.
La favorita non si preoccupava delle rivalità esistenti fra gli scrittori, accordando volentieri il suo interesse tanto a Voltaire quanto ai suoi rivali Moncrif e Crébillon. A quest'ultimo fece assegnare una pensione di 90 luigi e favorì il successo del Catilina, l'ultima sua tragedia, suscitando il rancore di Voltaire, il quale, malgrado avesse esaltato le recenti vittorie militari di Fontenoy e di Lawfeld, scritto un panegirico su re Luigi e risposto al Catilina di Crébillon con la sua Rome sauvée, si sentì talmente diminuito agli occhi della Corte da decidere di partire per la Prussia, offrendo i suoi servizi di cortigiano di genio a Federico II.
La guerra di successione austriaca si concluse nel 1748 con la pace di Aquisgrana che sanciva, dopo tanti sacrifici, il nulla di fatto. Responsabile dell'esito deludente della guerra - finanziata dai fratelli Pâris - e del cattivo andamento degli affari interni, oltre al re, venne accusata la marchesa, grazie alla quale i due finanzieri si arricchivano, impoverendo la Francia: «Oggi tutto il credito delle finanze è nelle mani dei Pâris [...] la soluzione consisterebbe nel fornire al re i mezzi per avere denaro facendo a meno dei suoi pericolosi ausiliari».
L'arrivo a Corte, alla fine del 1748, del duca di Richelieu, neo-Maresciallo di Francia, parve per un momento dare speranze ai detrattori della marchesa: il duca sembrava destinato a ricalcare le orme del suo grande prozio, che non avrebbe certo tollerato che una borghese qualunque spadroneggiasse a Corte, dominasse lo spirito del re e governasse a piacimento la Corte e la nazione. Ma la tempra del pronipote era ben diversa da quella del famoso cardinale: la scoperta della sua relazione con Madame de La Poplinière, che egli andava a trovare all'insaputa del marito infilandosi per il caminetto, lo coprì di ridicolo e gli precluse qualunque possibilità di carriera politica.
Gli attacchi contro il re e soprattutto contro la Pompadour, nella forma di libelli - chiamati dal marchese d'Argenson, dal cognome della marchesa, poissonades - aumentarono di numero: uno di questi recitava:
Il terzo degli aborti spontanei avuti dalla Pompadour in tutta la sua vita è attribuito all'agitazione provocata da questa persecuzione. Alcuni arresti, effettuati a Parigi negli ambienti dei libellisti di professione, non portarono a nulla: del resto, appariva evidente che gli autori - sembrava certo che fossero più di uno - si trovassero a Corte. Alla fine si ebbe la certezza che Maurepas fosse uno di essi - aveva scoperto che la Pompadour soffriva di leucorrea e ne approfittò subito per buttar giù dei versi - e così, il 25 aprile 1749, il ministro della Marina e responsabile della Camera del Re - una sorta di Ministero dell'interno - fu licenziato, esiliato per qualche anno da Parigi e in perpetuo da Versailles, ma tornerà a corte nel 1774 con Luigi XVI, del quale sarà il mentore indiscusso fino alla morte.

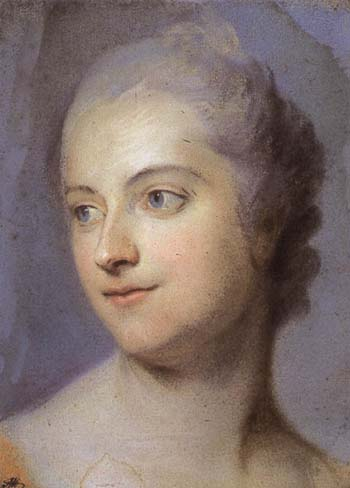
Madame de Pompadour ritratta da Maurice Quentin de La Tour, 1750 circa

Jeanne mantenne pochi rapporti con la sua famiglia: non frequentò il padre, che tuttavia doveva a lei la riabilitazione e l'alto tenore di vita condotto nel suo marchesato di Marigny, e tanto meno il marito; della figlia Alexandrine sognava un matrimonio prestigioso e per intanto la faceva educare nell'esclusivo convento dell'Assomption. Anche del fratello, Abel-François, destinato a succedere al padrino de Tournehem, curò che si facesse una compiuta istruzione, pagandogli le spese per il Grand Tour, l'imprescindibile viaggio in Italia, e facendolo accompagnare dal letterato abate Jean-Bernard Le Blanc, dal pittore Charles-Nicolas Cochin e dall'architetto Jacques-Germain Soufflot.
Alla fine del 1749 la Pompadour si trasferì in un nuovo appartamento, al piano terra del castello di Versailles, sotto quello reale, con il quale comunicava mediante una scala a chiocciola: già appartenuto a Madame de Montespan, ella riuscì a sottrarlo in tempo ai propositi delle figlie del re, che intendevano abitarlo, e sfrattando il duca de Penthièvre e sua moglie. I timori che Luigi finisse per annoiarsi con lei, preferendole altre amanti, o anche, soggetto come egli era a scrupoli religiosi, ad allontanarla, la spingeva ad aumentare tanto le sue personali attenzioni quanto le distrazioni offerte dagli spettacoli teatrali, nei quali assumeva a volte le parti di protagonista, come avvenne nell’Alvira di Voltaire.
Pompadour coinvolse il re e parte della Corte in una serie continua di spostamenti nei vari castelli reali nel comprensorio di Versailles: «Si viveva in grande libertà» - scrive il duca de Croy - «Si faceva un gran pranzo [...] Se il tempo era bello, il re passeggiava o giocava nel salone dopo il pranzo. Poi lavorava o riuniva il consiglio. Alle otto e mezzo si radunavano tutti nel salone, dove il sovrano andava a giocare, e alle nove si cenava [...] Dopo cena, il re faceva due partite, perché gli piacevano molto i giochi d'azzardo, che sapeva fare molto bene e molto rapidamente. Verso le due si coricava. Tale era la vita in tutti i castelli secondari». Il duca sostiene che Luigi continuasse a curare gli affari del regno riunendo il Consiglio, ma tanti lo smentiscono, come l'ambasciatore d'Austria: «Incapace di applicarsi, impegnato a dividere il tempo nella caccia e in altri piaceri, non ha alcuna idea di cosa significa governare».
Il 25 novembre 1750 venne inaugurato il nuovo castello della Pompadour a Meudon, le cui consistenti spese - oltre 1 700 300 000 lire - furono pagate da Luigi XV in cambio di sei palazzi di proprietà della marchesa a Compiègne. Posto su una collina e circondato da giardini, nei quali si ergeva una statua di Luigi, dalla terrazza si poteva ammirare Parigi.

### La politica

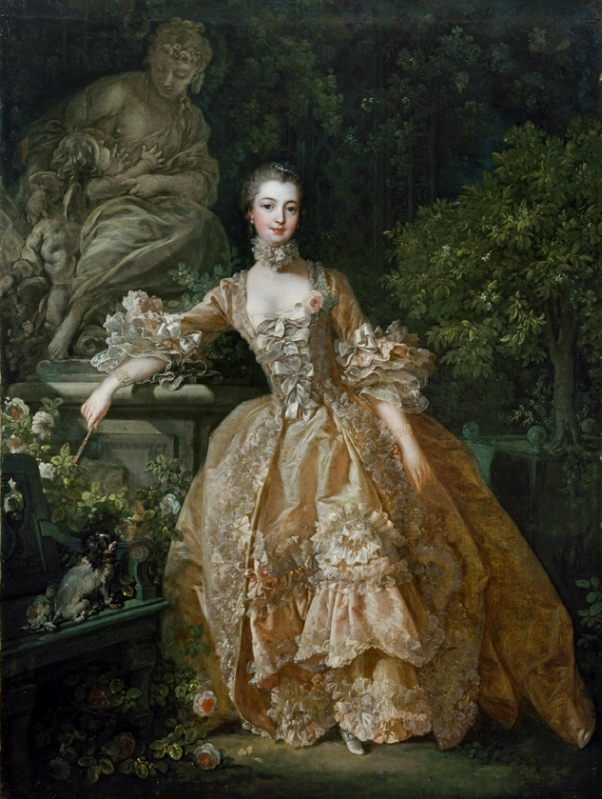
Madame de Pompadour ritratta da François Boucher nel 1759, Londra, Wallace Collection

Le passioni hanno vita breve e quella fra Luigi e la marchesa non fece eccezione alla regola, con una differenza importante: che la Pompadour, trasformatasi da amante ad amica, seppe mantenere inalterata l'influenza sul re, divenendone il consigliere politico più ascoltato, come testimoniano le relazioni degli ambasciatori delle potenze straniere: «Si è resa necessaria al re di Francia nei suoi interessi più importanti, per supplire al fatto che egli non aveva più così strettamente bisogno di lei per il suo piacere affinché, legandosi a lei in quel modo, gli sarebbe stato più difficile allontanarla», scriveva il barone Le Chambrier a Federico II di Prussia il 15 marzo 1751.
Nel 1750 papa Benedetto XIV, in occasione del giubileo, promise indulgenza plenaria ai fedeli che mostrassero visibilmente il loro pentimento. Il clero francese da anni pretendeva una riduzione delle imposte a suo carico e invece si era visto attribuire una nuova tassa, che naturalmente alimentò le sue proteste. Nella Corte si creò il partito dei «devoti», che appoggiava le richieste del clero, capeggiato dalla famiglia del re, dall'arcivescovo di Parigi, monsignor de Beaumont, e dai ministri de Tencin, cardinale, e d'Argenson che, approfittando del giubileo, sperava che il re si pentisse tanto della sua vita adulterina quanto, soprattutto, del suo fiscalismo anticlericale.
Le pressioni dei devoti affinché Luigi XV allontanasse la Pompadour non ebbero tuttavia effetto, ma le speranze di eliminare l'influsso della marchesa furono alimentate dai cortigiani - la contessa d'Estrade e il marchese d'Argenson in particolare - con il favorire la relazione del re con la ventenne contessa de Choiseul-Beaupré, appena sposata con il conte François-Martial, promosso a gentiluomo del Delfino e ispettore di fanteria per compenso del poco invidiabile ruolo che egli avrebbe dovuto sostenere.
La contessa de Choiseul rimase subito incinta, ma a quel punto entrò in scena il cugino, il conte e prossimo duca de Choiseul-Stainville: sapendo che la nuova amante non avrebbe mai potuto prendere il posto della marchesa come favorita reale, convinse la coppia dei cugini a lasciare in fretta la Corte, guadagnandosi così il favore riconoscente della Pompadour. Questa, ancora più trionfante, ottenne dal re il titolo di duchessa, mentre la sfortunata contessa de Choiseul morirà l'anno dopo, il 2 giugno 1753, proprio in conseguenza del parto.
Così, benché di fatto non più amante reale, la duchessa Pompadour divenne regina di fatto. Mentre il re continuava le sue brevi avventure galanti (tranne la relazione più duratura con la quindicenne Marie-Louise O'Murphy), la Pompadour prese la sua prima iniziativa politica, facendo nominare il conte de Choiseul-Stainville ambasciatore a Roma, con l'intento di appianare la tensione esistente fra la Francia e lo Stato Pontificio dopo l'esilio, decretato da Luigi XV, dell'arcivescovo di Parigi, Christophe de Beaumont, reo di aver appoggiato l'iniziativa dei preti che rifiutavano di amministrare i sacramenti a chi non avesse aderito esplicitamente - attraverso appositi «biglietti di confessione» - alla bolla pontificia Unigenitus di Clemente XI, che aveva condannato il giansenismo nell'ormai lontano 8 settembre 1713.
La questione era delicata, poiché, seppure il cattolicesimo costituisse la religione ufficiale dello Stato, occorreva non dare alcun pretesto alla pur minima ingerenza del papa negli affari interni della Francia e non offendere la dignità del parlamento, che aveva preteso e ottenuto l'esilio del prelato. I biglietti di confessione erano stati nel frattempo dichiarati illegittimi dal governo, che aveva però ribadito che la bolla pontificia costituiva una vera e propria legge dello Stato. Il papa Benedetto XIV approvò alla fine l'operato di Luigi, confermando la Unigenitus e abrogando i biglietti di confessione.

#### Il rovesciamento delle alleanze
Il conflitto con la Prussia di Federico II, che mirava a scalzare l'influenza esercitata sulla Germania dall'impero asburgico, aveva messo in movimento la diplomazia austriaca. Maria Teresa e il cancelliere Wenzel Anton von Kaunitz-Rietberg, già ambasciatore imperiale a Parigi e buon interlocutore della Pompadour, contattarono la marchesa al fine di ottenere un avvicinamento dei due Paesi, divisi da secoli di rivalità, in funzione anti-prussiana. Accolta favorevolmente dalla Pompadour, l'iniziativa diplomatica dell'Austria andò a buon fine: condotte le trattative dall'abate de Bernis, il 1º maggio 1756 fu firmato il trattato di Versailles, con il quale l'Austria avrebbe visto garantiti dalla Francia i suoi possessi nei Paesi Bassi, conservando in cambio la propria neutralità nel prossimo conflitto anglo-francese, mentre si sarebbero portate aiuto nel caso di attacco di una terza potenza.
L'accordo fu vantaggioso per l'Austria, il cui contributo nel conflitto anglo-francese sarebbe stato nullo, mentre oneroso, come dimostrò la guerra dei sette anni, sarebbe stato l'impegno francese in una guerra austro-prussiana. L'ambasciatore von Starhemberg poteva così scrivere a Vienna che dalla Pompadour «dobbiamo aspettarci tutto. Vuole essere stimata e in effetti lo merita. La vedrò più spesso e più confidenzialmente quando la nostra alleanza non sarà più un mistero. Per quell'epoca vorrei avere delle cose da dirle che la lusinghino personalmente».
In politica non fece sicuramente scelte felici e la peggiore fu proprio l'alleanza con l'Austria, che portò alla sconfitta di Roßbach e alla perdita di colonie come il Canada. Gli uomini di Stato scelti, se non imposti, da lei, come il cardinale De Bernis prima e il duca di Choiseul in seguito, non furono in grado di arrestare la crisi politica in atto.
Furono molto più fortunate le sue scelte estetiche e filosofiche. Sono indiscutibili il suo gusto e la sua estrema competenza in materie come il teatro, la pittura e l'architettura. Altrettanto nota la sua inclinazione per personaggi di primo piano dell'Illuminismo, come Voltaire e Diderot. Protesse, più o meno segretamente, la pubblicazione dell'Encyclopédie, facendosi anche ritrarre nel 1755 dal pittore di corte Maurice Quentin de La Tour con accanto il quarto tomo dell'opera. Paradossalmente finì per prestare sostegno proprio alle idee che contribuirono a scardinare la monarchia, pur nutrendo una sincera ansia di salvarla, o almeno proteggerla, in tutti i modi.

### La morte

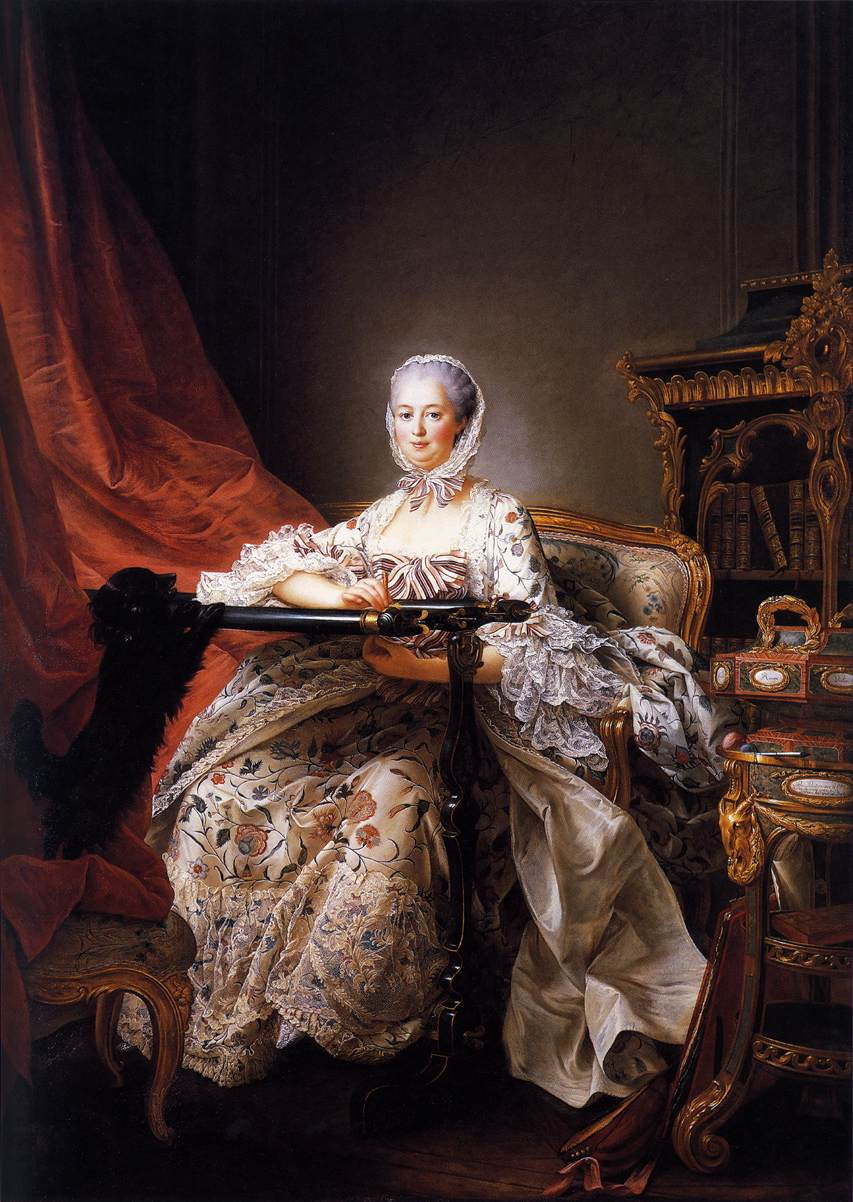
Suo ritratto commemorativo finito nel 1764, dopo la sua morte, ma cominciato, quando era ancora viva, dal suo pittore preferito François-Hubert Drouais

Dopo vent'anni di vita e d'intrighi a Corte, la sua salute vacillò: a Versailles si lamentava costantemente dell'aria fredda e umida dei suoi grandi appartamenti, rimpiangendo il piccolo attico del lato nord - più facile a riscaldarsi - che aveva occupato nei primi cinque anni della sua permanenza.
Morì di edema polmonare acuto, all'età di 42 anni, il 15 aprile 1764 a Versailles, ultimo privilegio accordatole, visto che era severamente vietato ai cortigiani di morire nel luogo in cui risiedeva il re e la sua corte.
Si narra che, considerato il maltempo al momento della partenza della salma per Parigi, Luigi XV abbia commentato: «La marchesa non avrà bel tempo per il suo viaggio» e, vedendo il corteo allontanarsi senza aver potuto rendere ufficialmente omaggio a colei che così a lungo era stata la sua confidente, abbia mestamente dichiarato: «Ecco l'unico omaggio che ho potuto renderle».
Jeanne-Antoinette fu sepolta a Parigi, nella cappella del convento dei Cappuccini.

## Madame de Pompadour nella cultura di massa

### Letteratura
Madame de Pompadour è oggetto di versetti satirici che Thomas Mann fa recitare al poeta di Lubecca, Jacques Hoffstede, uno dei personaggi del suo primo romanzo, I Buddenbrook:
(Thomas Mann, I Buddenbrooks, Parte Prima, cap. 8)
L'ironia dei versetti non è percepibile in lingua italiana, poiché si basa sul doppio senso del termine tedesco Scheide, che in quella lingua ha il significato di "fodero" o "guaina", ma anche, volgarmente, di "vagina".

### Cinema e televisione
| Anno | Film                                                                      | Attrice               | Note                                                                              |
| ---- | ------------------------------------------------------------------------- | --------------------- | --------------------------------------------------------------------------------- |
| 1924 | Monsieur Beaucaire                                                        | Paulette Duval        | Tratto dall'omonimo romanzo di Booth Tarkington                                   |
| 1924 | Auf Befehl der Pompadour                                                  | Lya Mara              |                                                                                   |
| 1925 | Fanfan-la-Tulipe                                                          | Claude France         |                                                                                   |
| 1927 | Madame Pompadour                                                          | Dorothy Gish          | Tratto dall'omonima operetta di Rudolph Schanzer ed Ernst Welisch                 |
| 1928 | L'agente segreto della Pompadour (Marquis d'Eon, der Spion der Pompadour) | Agnes Esterhazy       |                                                                                   |
| 1931 | Die Marquise von Pompadour                                                | Anny Ahlers           |                                                                                   |
| 1935 | La Pompadour (Die Pompadour)                                              | Käthe von Nagy        |                                                                                   |
| 1936 | L'allegro postiglione (Der König lächelt - Paris lacht)                   | Thekla Ahrens         |                                                                                   |
| 1946 | Monsieur Beaucaire                                                        | Hillary Brooke        | Tratto dall'omonimo romanzo di Booth Tarkington                                   |
| 1952 | Fanfan la Tulipe                                                          | Geneviève Page        |                                                                                   |
| 1954 | Versailles (Si Versailles m'était conté)                                  | Micheline Presle      |                                                                                   |
| 1960 | Madame Pompadour                                                          | Elfie Mayerhofer      | Tratto dall'omonima operetta di Rudolph Schanzer ed Ernst Welisch                 |
| 1964 | Der Fächer der Madame de Pompadour                                        |                       | Film televisivo tratto dal romanzo di Honoré de Balzac                            |
| 1966 | "Madame de Pompadour", episodio della serie Interview mit der Geschichte  | Lola Müthel           |                                                                                   |
| 1974 | Madame Pompadour                                                          | Ingeborg Hallstein    | Film televisivo tratto dall'omonima operetta di Rudolph Schanzer ed Ernst Welisch |
| 1996 | Madame Pompadour                                                          | Noëmi Nadelmann       | Film televisivo tratto dall'omonima operetta di Rudolph Schanzer ed Ernst Welisch |
| 2002 | Il giovane Casanova                                                       | Katja Flint           |                                                                                   |
| 2003 | Il tulipano d'oro (Fanfan la Tulipe)                                      | Hélène de Fougerolles |                                                                                   |
| 2006 | Jeanne Poisson, Marquise de Pompadour                                     | Hélène de Fougerolles | Film televisivo                                                                   |
| 2006 | "Finestre nel tempo", episodio della serie Doctor Who                     | Sophia Myles          |                                                                                   |
| 2009 | Luigi XV - Il sole nero (Louis XV, le soleil noir)                        | Romane Portail        | Film televisivo                                                                   |

### Moda
- Pompadour, tipo di acconciatura in voga negli anni cinquanta, che prende il nome da Jeanne-Antoinette Poisson.
- Tacchi Pompadour, tipo di tacco rialzato per scarpa.